# Pelagonema tenue
Pelagonema tenue är en rundmaskart som beskrevs av Hans August Kreis 1928. Pelagonema tenue ingår i släktet Pelagonema och familjen Oncholaimidae. Arten är reproducerande i Sverige. Inga underarter finns listade i Catalogue of Life.